# Autel du Culte de Bouddha

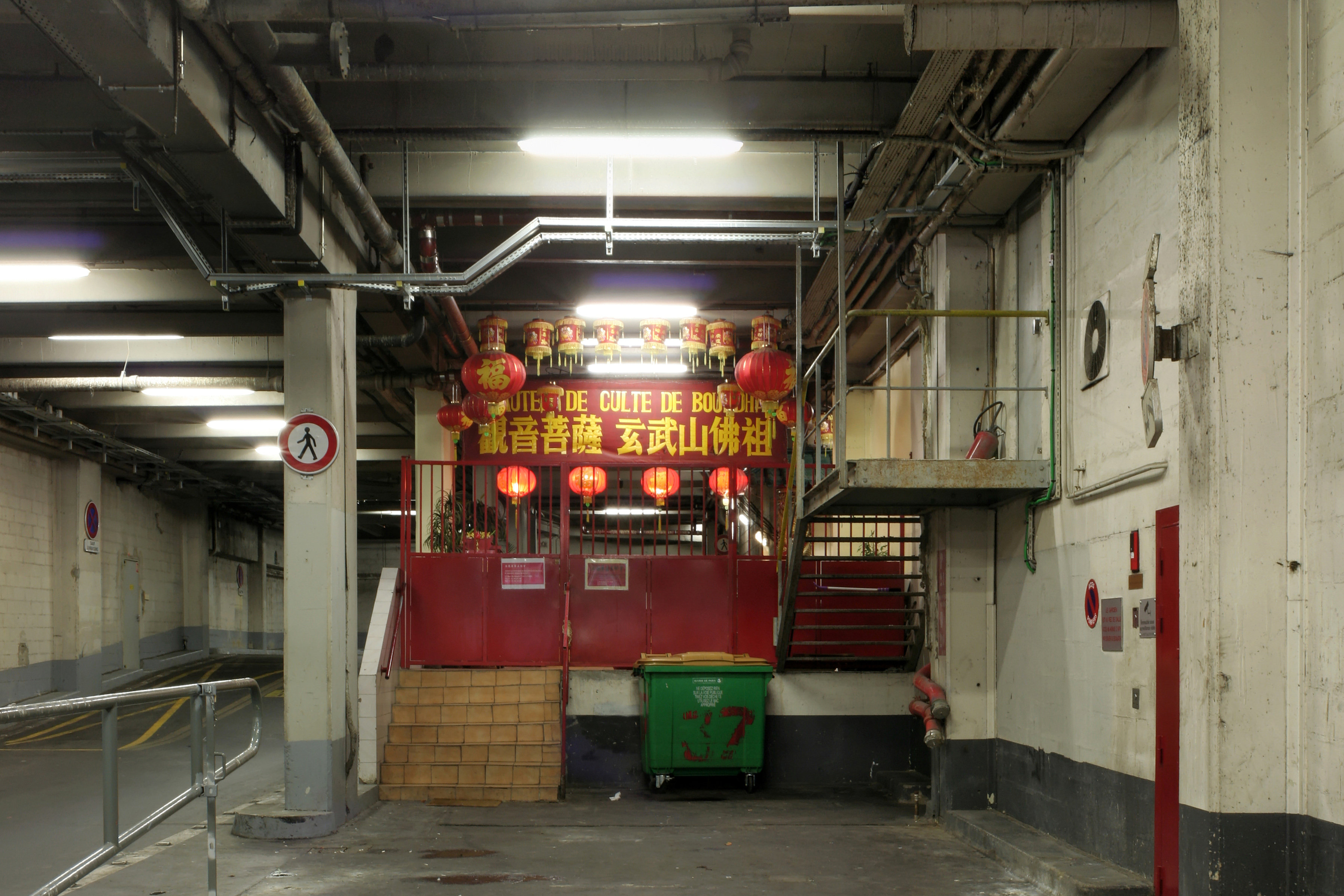
Autel du Culte de Bouddha

L'Autel du Culte de Bouddha is een Chinese tempel in het 13e arrondissement van Parijs. De tempel ligt, net als de naastgelegen parkeerplaats, onder een flatgebouw aan de Rue du Disque. In de tempel kan men bidden, offeren en aan qiuqian doen.
De tempel is gesticht door Chinese migranten die veelal in Indochina zijn geboren. De tempel is gewijd aan Guanyin en Xuanwudadi In de tempel worden naast Guanyin en Xuanwudadi ook Tudigong, Maitreya en Shakyamuni Boeddha vereerd.